# München Hauptbahnhof

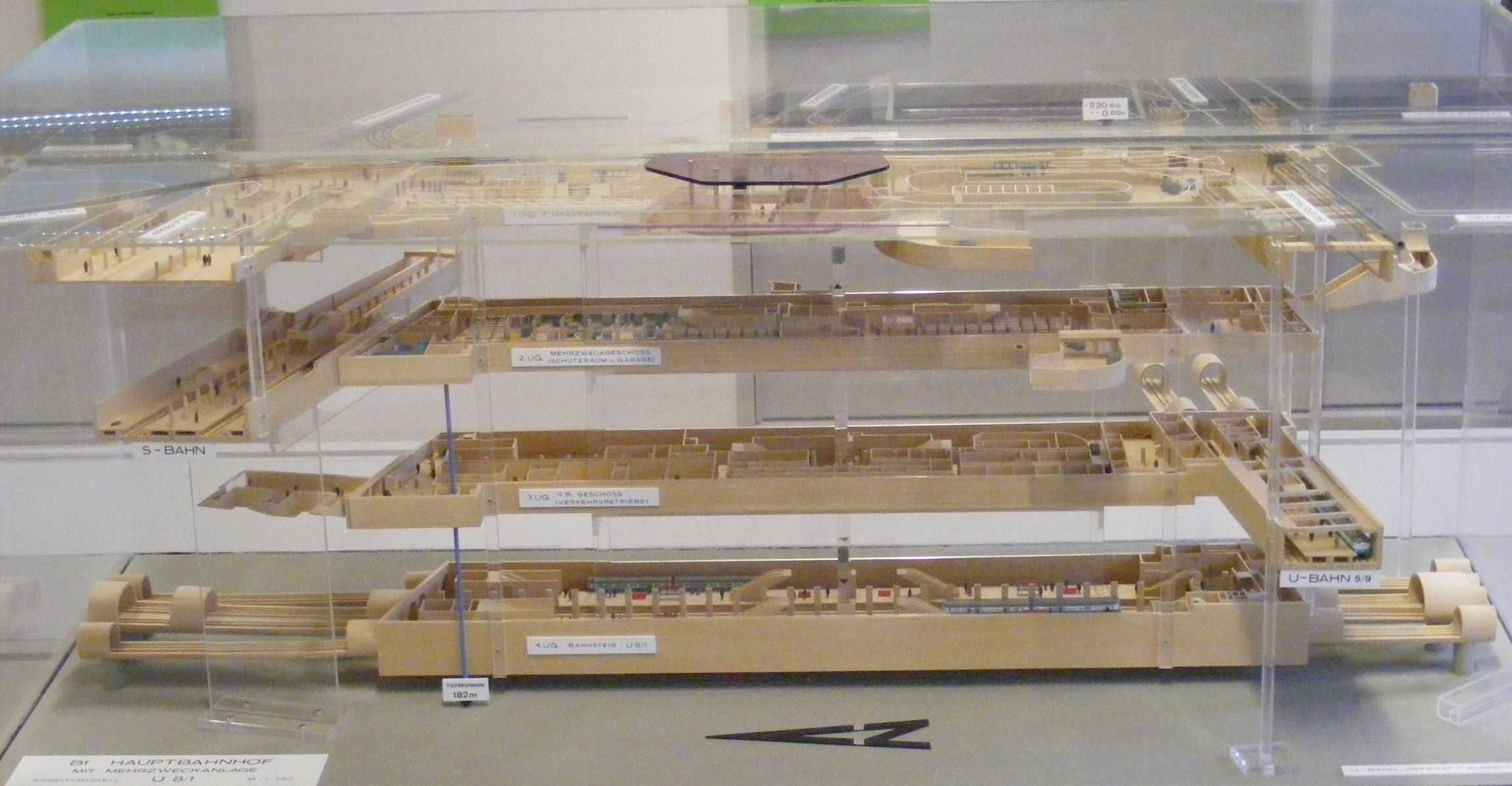
Az állomás keresztmetszetének modellje (MVG múzeum)

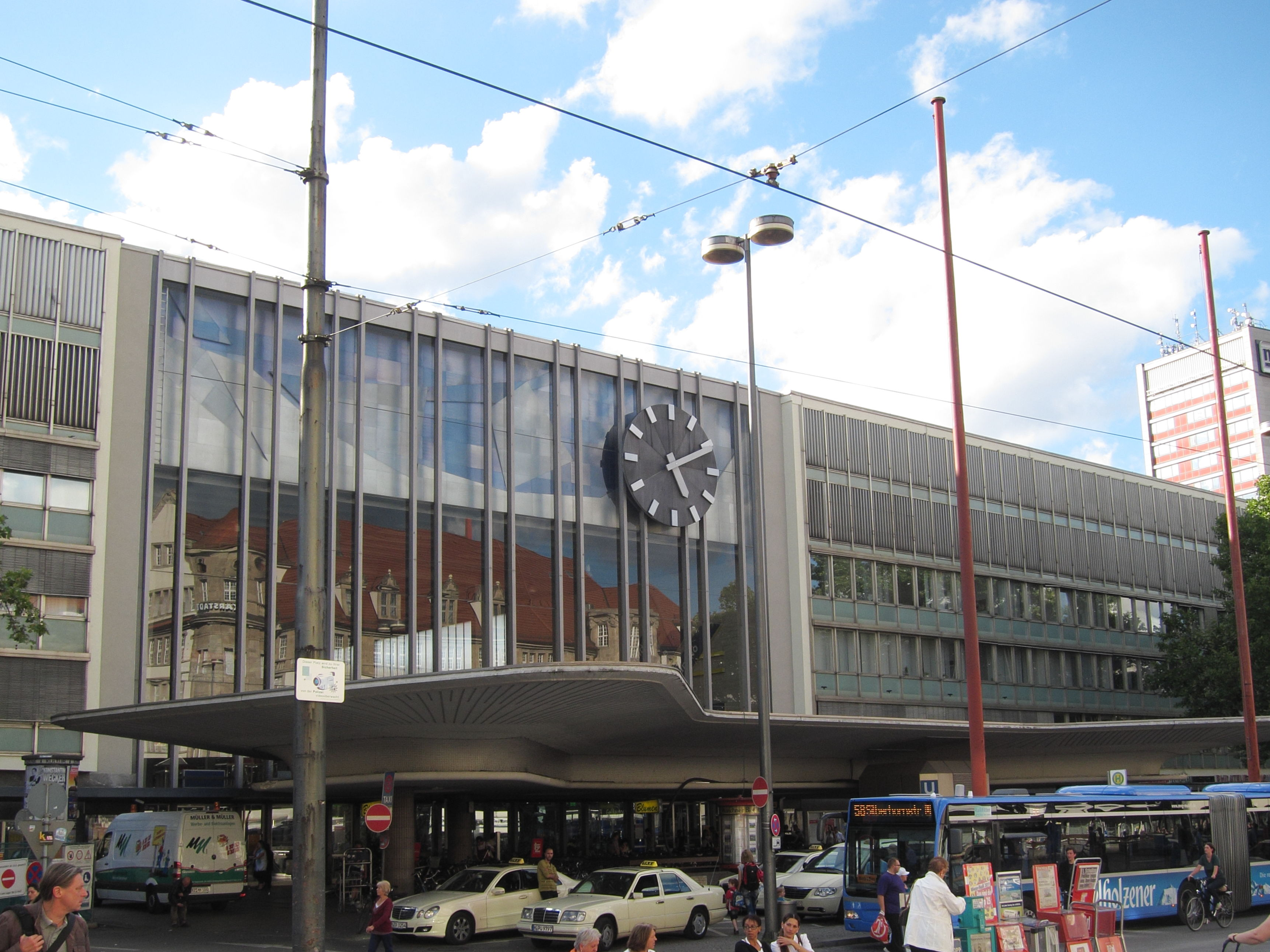
Az egykori főbejárat

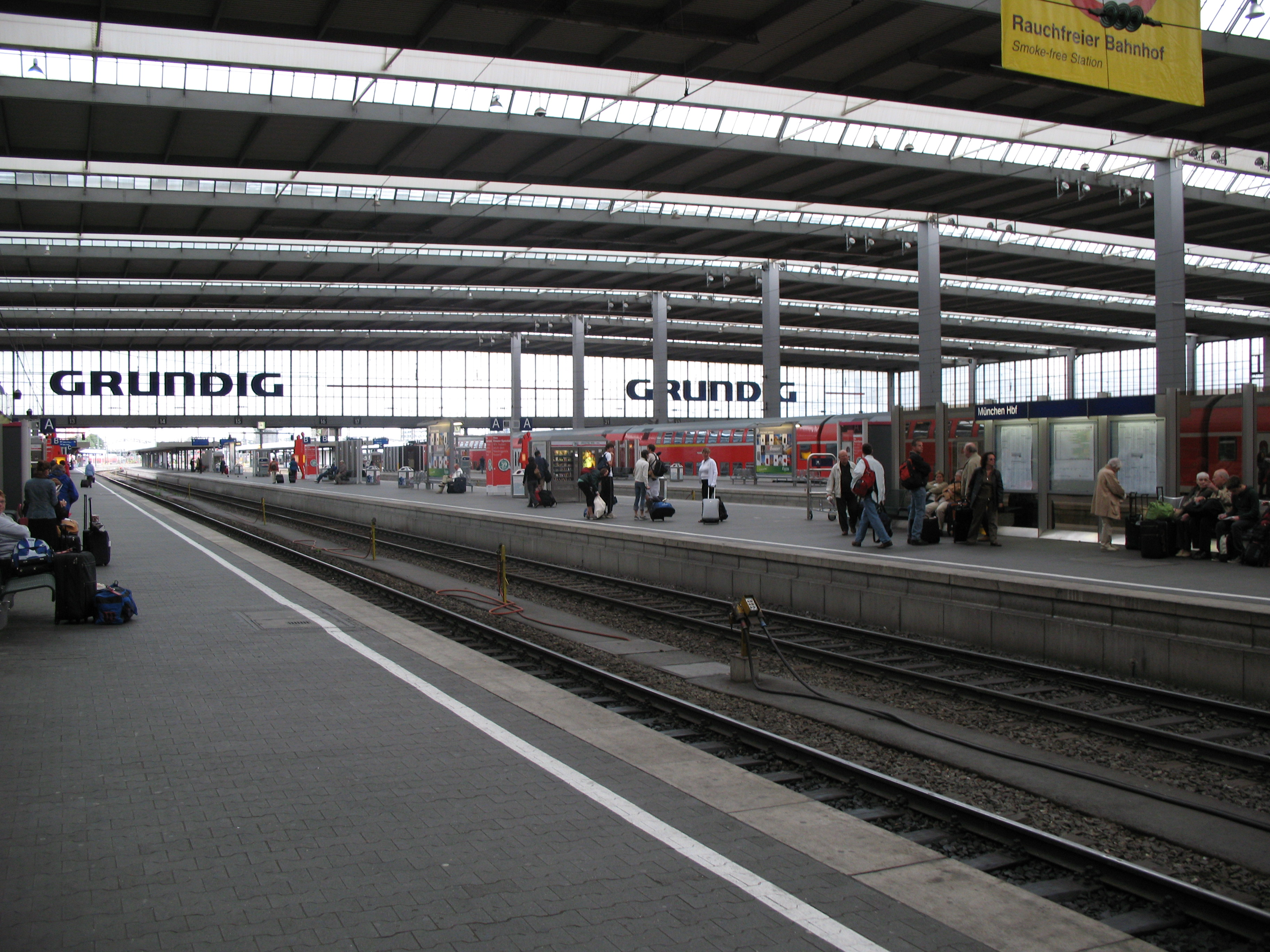
A csarnok belülről

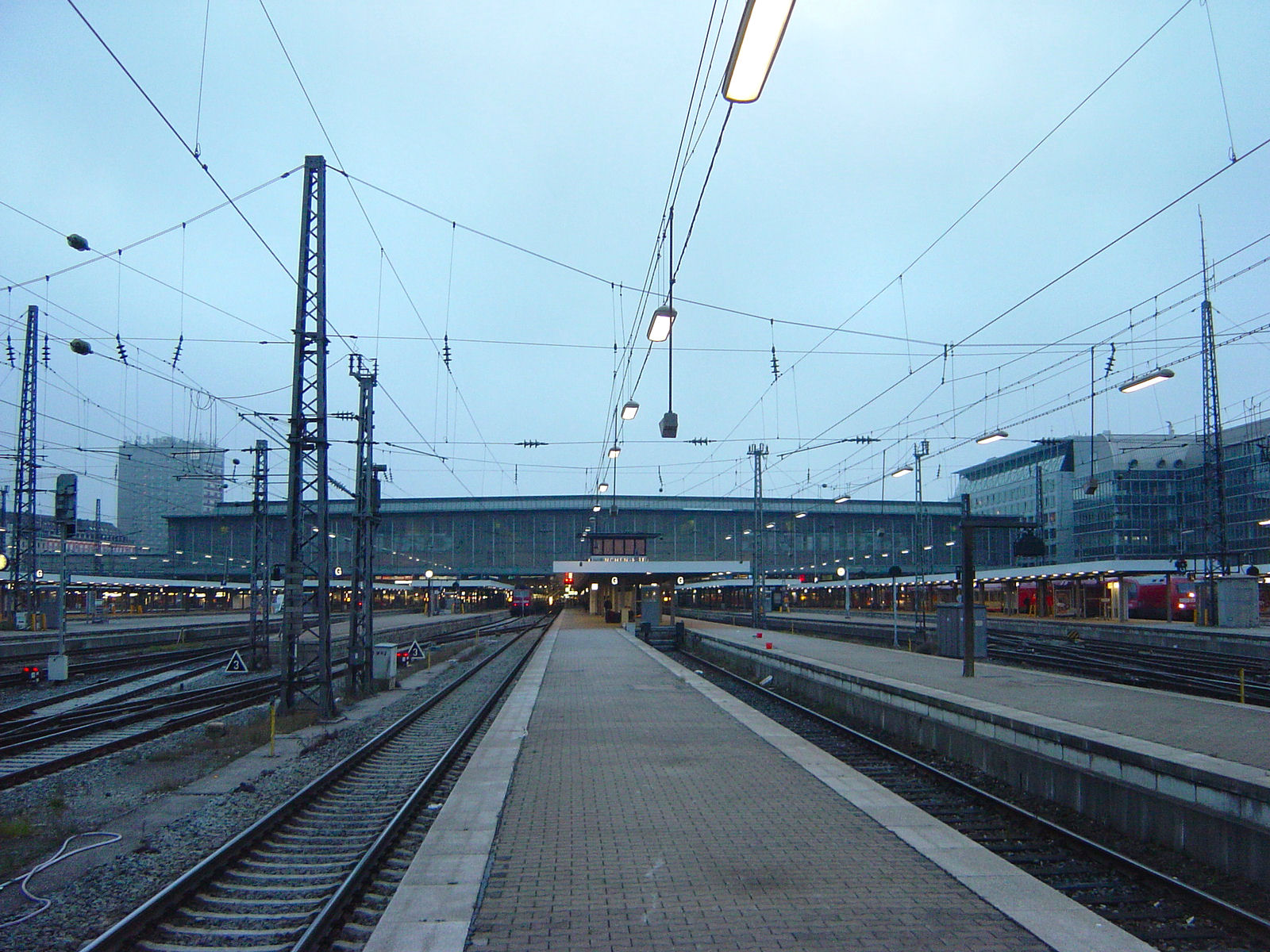
A csarnok kívülről

München Hauptbahnhof (magyarul: Müncheni főpályaudvar) egyike Németország legnagyobb vasúti fejpályaudvarainak. München három pályaudvara közül a legnagyobb és legforgalmasabb. Naponta több mint 450 000 utas fordul meg itt. Az állomás 32 vágányos, továbbá a föld alatt van két S-Bahn és hat U-Bahn vágány is. Naponta több mint ezernégyszáz vonat (220 távolsági, 246 regionális, 967 S-Bahn ) indul innen Németország különböző részeibe, továbbá Európa nagyvárosaiba. A német vasútállomáskategória első osztályába tartozik, ebben a kategóriában 20 német főpályaudvar található, jellemzően a legnagyobbak és legfontosabbak.

## Járatok

### Távolsági járatok
A pályaudvarról számos ICE motorvonat indul Németország nagyvárosaiba, Hamburgba, Würzburgba, Dortmundba, Frankfurtba, Kölnbe. EuroCity és EuroNight vonatok indulnak Franciaországba, Svájcba, Ausztriába, Oroszországba, Szlovéniába és Magyarországra. Az Autozug vonatok München másik pályaudvarát, München Ostot használták.
| Járat    | Útvonal | Gyakoriság                |
| -------- | --- | ------------------------- |
| ICE 11   | Berlin – Magdeburg – Braunschweig – Kassel-Wilhelmshöhe – Würzburg – München | Egy vonat hetente éjszaka |
| ICE 11   | München – Stuttgart – Frankfurt am Main – Fulda – Eisenach – Erfurt – Leipzig – Berlin Hbf (tief) – Berlin Gesundbrunnen                                                                  | kétóránként               |
| ICE 11   | Wiesbaden – Mainz – Mannheim – Stuttgart – München | bizonyos vonatok          |
| ICE 18   | Hamburg-Altona – Berlin Hbf – Halle (Saale) – Erfurt – Nürnberg – Ingolstadt/Augsburg – München                                                                                           | kétóránként               |
| ICE 25   | Hamburg-Altona / Bremen – Hannover – Göttingen – Kassel-Wilhelmshöhe – Fulda – Würzburg – (Augsburg bzw. Nürnberg – Ingolstadt –) München                                                 | óránként                  |
| ICE 28   | München – Nürnberg – Erfurt – Leipzig – Lutherstadt Wittenberg – Berlin Südkreuz – Berlin Hbf (tief) – Berlin-Spandau – Hamburg Hbf – Hamburg-Altona                                      | kétóránként               |
| ICE 29   | München – Nürnberg – Erfurt – Halle (Saale) – Berlin Südkreuz – Berlin Hbf (tief) (– Hamburg Hbf – Hamburg-Altona)                                                                        | kétóránként (Sprinter)    |
| ICE 31   | Dortmund – Wuppertal – Köln – Bonn – Koblenz – Mainz – Frankfurt Flughafen – Frankfurt – Hanau – Würzburg – Nürnberg – Ingolstadt – München (– Garmisch-Partenkirchen – Seefeld in Tirol) | egy vonatpár              |
| ICE 41   | (Dortmund –) Essen – Duisburg – Düsseldorf – Köln Messe/Deutz – Frankfurt Flughafen – Frankfurt – Würzburg – Nürnberg – München                                                           | óránként                  |
| ICE 42   | Hamburg-Altona – Bremen – Münster – (Recklinghausen bzw. Dortmund –) Essen – Duisburg – Köln – Siegburg/Bonn – Frankfurt Flughafen – Mannheim – Stuttgart – Ulm – Augsburg – München      | kétóránként               |
| TGV 83   | Paris Est – Strasbourg – Karlsruhe – Stuttgart – Ulm – Augsburg – München | egy vonatpár naponta      |
| ECE 88   | München – Buchloe – Memmingen – Lindau-Reutin – Zürich | hét vonatpár naponta      |
| RJX 90   | München – Salzburg – Linz – Wien (– Budapest Keleti) | kétóránként               |
| RJ/EC 62 | Frankfurt – Darmstadt – Heidelberg bzw. Saarbrücken – Stuttgart – Augsburg – München – Rosenheim – Salzburg (– Klagenfurt)                                                                | kétóránként               |
| IC 28    | Nürnberg – Augsburg – München | egyes vonatok             |
| IC 32    | Dortmund – Essen – Duisburg – Düsseldorf – Köln – Bonn – Koblenz – Mainz – Mannheim – Heidelberg – Stuttgart – Ulm – Augsburg – München                                                   | egyes vonatok             |
| IC 60    | (Karlsruhe –) Stuttgart – Ulm – Augsburg – München (– Salzburg) | kétóránként               |
| EC 89    | München – Rosenheim – Kufstein – Innsbruck (– Bozen – Verona – Venezia illetve Bologna)                                                                                                   | kétóránként               |

### Éjszakai járatok
| Járat | Útvonal | Megjegyzés                          |
| ----- | --- | ----------------------------------- |
| NJ    | München – Salzburg – Villach – Verona – Milánó – La Spezia                                                                          | naponta                             |
| NJ    | München – Salzburg – Villach – Bologna – Firenze – Róma                                                                             | naponta                             |
| NJ    | Hamburg – Hannover – Göttingen – Würzburg – Nürnberg – Augsburg – München – Kufstein – Innsbruck                                    | naponta                             |
| NJ    | Amsterdam – Utrecht – Duisburg – Düsseldorf – Köln – Koblenz – Frankfurt Süd – Nürnberg – Augsburg – München – Kufstein – Innsbruck | naponta                             |
| NJ    | Stuttgart – München Ost – Salzburg – Villach – Udine – Venedig                                                                      | csak Ostbahnhof állomáson keresztül |
| EN    | Stuttgart – München Ost – Salzburg – Villach – Ljubljana – Zagreb                                                                   | csak Ostbahnhof állomáson keresztül |
| EN    | Stuttgart – München Ost – Salzburg – Villach – Ljubljana – Opatija Matulji – Rijeka                                                 | csak Ostbahnhof állomáson keresztül |
| EN    | Stuttgart – München Ost – Salzburg – Linz – St. Pölten – Wien – Győr – Budapest                                                     | csak Ostbahnhof állomáson keresztül |
| NJ    | Paris – München Ost – Salzburg – Wien                                                                                               | hetente többször                    |

### Regionális járatok
| Járat | Útvonal | Gyakoriság                   |
| ----- | --- | ---------------------------- |
| ALX   | München – Landshut – Regensburg – Schwandorf – Cham – Pilsen – Prága                                                                       | bizonyos vonatok             |
| ALX   | München – Landshut – Regensburg (– Schwandorf – Weiden – Marktredwitz – Hof)                                                               | kétóránként                  |
| ALX   | München – Buchloe – Kempten – Immenstadt – Oberstdorf / – Hergatz – Lindau                                                                 | kétóránként                  |
| RE    | München-Nürnberg-Express: München – Ingolstadt – Allersberg – Nürnberg                                                                     | kétóránként                  |
| RE    | München – Rohrbach (Ilm) (– Ingolstadt) | bizonyos vonatok             |
| RE    | München – Ingolstadt – Eichstätt Bahnhof – Treuchtlingen – Nürnberg                                                                        | kétóránként                  |
| RE    | München – Landshut – Regensburg – Neumarkt – Nürnberg                                                                                      | kétóránként                  |
| RE    | Donau-Isar-Express: München – Landshut – Plattling – Passau                                                                                | óránként                     |
| RE    | München – Mühldorf – Simbach / (Burghausen)                                                                                                | bizonyos vonatok             |
| RE    | Werdenfelsbahn: München – Weilheim – Murnau – Garmisch-Partenkirchen – Mittenwald / (– Lermoos – Reutte in Tirol)                          | bizonyos vonatok csúcsidőben |
| RE    | München – Kaufering – Buchloe – Memmingen                                                                                                  | kétóránként                  |
| RE    | München – Kaufering – Buchloe – Kaufbeuren – Biessenhofen – Füssen                                                                         | kétóránként                  |
| RE    | München – Kaufering – Buchloe – Kaufbeuren – Kempten                                                                                       | kétóránként                  |
| RE    | München – Kaufering – Buchloe – Kempten – Immenstadt – Lindau                                                                              | egy vonatpár                 |
| RE    | Fugger-Express: München – Mering – Augsburg – Ulm / (Treuchtlingen)                                                                        | óránként                     |
| RE/RB | Fugger-Express: München – Augsburg – Dinkelscherben / Donauwörth                                                                           | óránként                     |
| RB    | München – Ingolstadt – Eichstätt Bahnhof – Treuchtlingen (– Nürnberg)                                                                      | kétóránként                  |
| RB    | München – Ingolstadt | bizonyos vonatok             |
| RB    | München – Freising – Landshut | bizonyos vonatok             |
| RB    | München – Mühldorf (– Burghausen / Landshut / Passau – Hamburg)                                                                            | óránként                     |
| RB    | Werdenfelsbahn: München – Tutzing – Weilheim – Murnau – Garmisch-Partenkirchen (négyóránként: – Mittenwald – Seefeld in Tirol – Innsbruck) | kétóránként                  |
| RB    | Werdenfelsbahn: München – Tutzing – Weilheim – Murnau – Garmisch-Partenkirchen – Mittenwald (– Seefeld in Tirol)                           | kétóránként                  |
| RB    | Werdenfelsbahn: München – Tutzing – Weilheim / – Penzberg – Bichl – Kochel                                                                 | óránként                     |
| M     | Meridian: München – Rosenheim – Traunstein – Freilassing – Salzburg                                                                        | óránként                     |
| M     | Meridian: München – Grafing – Rosenheim (– Kufstein)                                                                                       | bizonyos vonatok             |
| BOB   | Bayerische Oberlandbahn: München – Holzkirchen – Bayrischzell / Lenggries / Tegernsee                                                      | óránként                     |
| BOB   | Bayerische Oberlandbahn: Meridian:München – Holzkirchen – Schliersee / Lenggries / (Tegernsee)                                             | bizonyos vonatok             |

### S-Bahn
| Járatszám | Útvonal | Járatsűrűség  |
| --------- | --- | ------------- |
| S1        | Freising – Pulling – Neufahrn / Flughafen München – Flughafen Besucherpark – Neufahrn – Eching – Lohhof – Unterschleißheim – Oberschleißheim – Feldmoching – Fasanerie – Moosach – Laim – Hirschgarten – Donnersbergerbrücke – Hackerbrücke – Hauptbahnhof – Karlsplatz (Stachus) – Marienplatz – Isartor – Rosenheimer Platz – Ostbahnhof | 20 percenként |
| S2        | Petershausen – Vierkirchen-Esterhofen – Röhrmoos – Hebertshausen – Dachau / Altomünster – Kleinberghofen – Erdweg – Arnbach – Markt Indersdorf – Niederroth – Schwabhausen – Bachern – Dachau Stadt – Dachau – Karlsfeld – Allach – Untermenzing – Obermenzing – Laim – Hirschgarten – Donnersbergerbrücke – Bahnhof Hackerbrücke – Hauptbahnhof – Karlsplatz (Stachus) – Marienplatz – Isartor – Rosenheimer Platz – Ostbahnhof – Leuchtenbergring – Berg am Laim – Riem – Feldkirchen – Heimstetten – Grub – Poing – Markt Schwaben – Ottenhofen – St. Kolomann – Aufhausen – Altenerding – Erding | 20 percenként |
| S3        | Mammendorf – Malching – Maisach – Gernlinden – Esting – Olching – Gröbenzell – Lochhausen – Langwied – Pasing – Laim – Hirschgarten – Donnersbergerbrücke – Bahnhof Hackerbrücke – Hauptbahnhof – Karlsplatz (Stachus) – Marienplatz – Isartor – Rosenheimer Platz – Ostbahnhof – St.-Martin-Straße – Giesing – Fasangarten – Fasanenpark – Unterhaching – Taufkirchen – Furth – Deisenhofen – Sauerlach – Otterfing – Holzkirchen | 20 percenként |
| S4        | Geltendorf – Türkenfeld – Grafrath – Schöngeising – Buchenau – Fürstenfeldbruck – Eichenau – Puchheim – Aubing – Leienfelsstraße – Pasing – Laim – Hirschgarten – Donnersbergerbrücke – Bahnhof Hackerbrücke – Hauptbahnhof – Karlsplatz (Stachus) – Marienplatz – Isartor – Rosenheimer Platz – Ostbahnhof – Leuchtenbergring – Berg am Laim – Trudering – Gronsdorf – Haar – Vaterstetten – Baldham – Zorneding – Eglharting – Kirchseeon – Grafing – Grafing Stadt – Ebersberg | 20 percenként |
| S5        | Kreuzstraße – Großhelfendorf – Peiß – Aying – Dürrnhaar – Höhenkirchen-Siegertsbrunn – Wächterhof – Hohenbrunn – Ottobrunn – Neubiberg – Neuperlach Süd – Perlach – Giesing – St.-Martin-Straße – Ostbahnhof – Rosenheimer Platz – Isartor – Marienplatz – Karlsplatz (Stachus) – Hauptbahnhof – Hackerbrücke – Donnersbergerbrücke – Hirschgarten – Laim – Pasing (– Westkreuz – Neuaubing – Freiham – Harthaus – Germering-Unterpfaffenhofen – Geisenbrunn – Gilching-Argelsried – Neugilching – Weßling)                                                                                          | 20 percenként |
| S6        | Tutzing – Feldafing – Possenhofen – Starnberg – Starnberg Nord – Gauting – Stockdorf – Planegg – Gräfelfing – Lochham – Westkreuz – Pasing – Laim – Hirschgarten – Donnersbergerbrücke – Bahnhof Hackerbrücke – Hauptbahnhof – Karlsplatz (Stachus) – Marienplatz – Isartor – Rosenheimer Platz – Ostbahnhof (– Leuchtenbergring – Berg am Laim – Trudering – Gronsdorf – Haar – Vaterstetten – Baldham – Zorneding – Eglharting – Kirchseeon – Grafing – Grafing Stadt – Ebersberg) | 20 percenként |
| S7        | Wolfratshausen – Icking – Ebenhausen-Schäftlarn – Hohenschäftlarn – Baierbrunn – Buchenhain – Höllriegelskreuth – Pullach – Großhesselohe Isartalbahnhof – Solln – Siemenswerke – Mittersendling – Harras – Heimeranplatz – Donnersbergerbrücke – Bahnhof Hackerbrücke – Hauptbahnhof – Karlsplatz (Stachus) – Marienplatz – Isartor – Rosenheimer Platz – Ostbahnhof – St.-Martin-Straße – Giesing – Perlach – Neuperlach Süd – Neubiberg – Ottobrunn – Hohenbrunn – Wächterhof – Höhenkirchen-Siegertsbrunn – Dürrnhaar – Aying – Peiß – Großhelfendorf – Kreuzstraße                              | 20 percenként |
| S8        | Herrsching – Seefeld-Hechendorf – Steinebach – Weßling – Neugilching – Gilching-Argelsried – Geisenbrunn – Germering-Unterpfaffenhofen – Harthaus – Freiham – Neuaubing – Westkreuz – Pasing – Laim – Hirschgarten – Donnersbergerbrücke – Bahnhof Hackerbrücke – Hauptbahnhof – Karlsplatz (Stachus) – Marienplatz – Isartor – Rosenheimer Platz – Ostbahnhof – Leuchtenbergring – Daglfing – Englschalking – Johanneskirchen – Unterföhring – Ismaning – Hallbergmoos – Flughafen Besucherpark – Müncheni repülőtér                                                                                | 20 percenként |

### Közösségi közlekedés
Az állomást számos U-Bahn és villamosvonal érinti:
- Metró:  ,  ,  ,  ,  ,
- Autóbusz: 58 , 100
- Villamos:  ,  ,  ,  ,  ,  ,

### Törölt tervek
Korábban tervezték, hogy Németország első közforgalmú maglev vonala fogja összekötni a Müncheni repülőteret a Hauptbahnhoffal. A menetidő mindössze 10 perc lett volna. A vonalon közlekedő jármű ki is volt állítva a repülőtér előtt, azonban a terv a magas költségek miatt végül nem valósult meg. A tervet 2008 márciusában véglegesen törölték.

## Vasútvonalak
- München–Ingolstadt (KBS 900, 901, 990)
- München–Landshut (KBS 930, 931)
- München–Mühldorf (KBS 940)
- München–Rosenheim (KBS 950, 951)
- Bayerische Oberlandbahn (KBS 955, 956, 957)
- München–Garmisch-Partenkirchen (KBS 960)
- Allgäubahn (KBS 970)
- München–Augsburg (KBS 980)
- S-Bahn S1, S2, S3, S4, S6, S7, S8, S20